# Julian Romančuk
Julian Romančuk, též Julijan Romančuk, cyrilicí Юліян (Юліан) Романчук (24. února 1842 Krylos – 22. dubna 1932 Lvov), byl rakouský politik rusínské (ukrajinské) národnosti z Haliče, na přelomu 19. a 20. století poslanec Říšské rady.

## Biografie
Vystudoval na Lvovské univerzitě a působil v letech 1863–1868 jako učitel na německém gymnáziu a v letech 1868–1900 na ukrajinském akademickém gymnáziu ve Lvově. Od roku 1909 byl řádným členem Ševčenkovy vědecké společnosti.
V období let 1883–1895 zasedal jako poslanec Haličského zemského sněmu, kde od roku 1889 do roku 1895 zastával funkci předsedy sněmovního Rusínského klubu. Politicky byl orientován jako ukrajinský národovec. Podporoval ukrajinskou autonomii v Haliči a rozvoj ukrajinského školství. V roce 1890 se pokusil o smír mezi Poláky a Ukrajinci, ale od roku 1894 se opět přiklonil k radikální ukrajinské opozici. Dlouhodobě se bez úspěchu snažil o vznik ukrajinské univerzity ve Lvově. V roce 1905 podpořil jako jediný nežidovský poslanec zavedení židovské národní kurie ve volbách, která by umožnila samostatné parlamentní zastoupení židů.
Byl i poslancem Říšské rady (celostátního parlamentu Předlitavska), kam usedl ve volbách roku 1891 za kurii venkovských obcí v Haliči, obvod Kaluš, Dolyna atd. Do parlamentu se vrátil ve volbách roku 1901, opět za obvod Kaluš, Dolyna, Bibrka. Mandát obhájil ve volbách roku 1907, konaných poprvé podle všeobecného a rovného volebního práva, kdy uspěl v obvodu Halič 55. Poslanecké křeslo tu získal i ve volbách roku 1911. Byl místopředsedou sněmovny v jejím XXI. a XXII. zasedání. Ve volebním období 1891–1897 se uvádí jako Julian Romanczuk, profesor na c. k. vyšším akademickém gymnáziu ve Lvově, bytem Lvov.
O zvolení do Říšské rady usiloval Romančuk už ve volbách roku 1885, ale tehdy ho porazil umírněný Rusín Mychajlo Singalevyč. Po volbách roku 1891 se Romančuk uvádí jako rusínský kandidát. V roce 1893 je zmiňován coby člen poslaneckého Rusínského klubu. Do voleb roku 1901 šel jako oficiální rusínský kandidát. Byl potom členem a předsedou poslaneckého Rusínského klubu (oficiálně Klub neodvislých Rusů). V květnu 1906 se uvádí jako jeden z osmi členů poslaneckého Rusínského klubu na Říšské radě. I po volbách roku 1907 je zmiňován jako člen Rusínského klubu, po volbách roku 1911 coby člen poslanecké frakce Ukrajinské parlamentní zastoupení. Předsedou parlamentního Rusínského klubu byl v období let 1901–1910 1916–1917, v mezidobí působil na postu místopředsedy klubu. Byl zakladatelem a v letech 1899–1907 i prvním předsedou Ukrajinské národně demokratické strany.
Za světové války vedl ve Vídni ukrajinskou kulturní radu a organizaci na pomoc uprchlíkům. Během války se ve Lvově dostal i do ruského zajetí, ze kterého ale byl bez újmy propuštěn.
Po zániku monarchie byl od října 1918 do června 1919 poslancem Ukrajinské národní rady Západoukrajinské lidové republiky. V roce 1923 vedl protestní mítink Ukrajinců ve Lvově, kterým byl vyjádřen nesouhlas s přičleněním východní Haliče k Polsku.
Zemřel v dubnu 1932 ve vysokém věku. Český tisk ho v nekrologu označil za člověka mírumilovného a smířlivého charakteru, který ale neúnavně, důsledně a houževnatě bojoval za práva svých národovců v Haliči. V onom boji prý někdy také zbloudil, sveden nenávistí proti Polákům.